# Pericle Fazzini

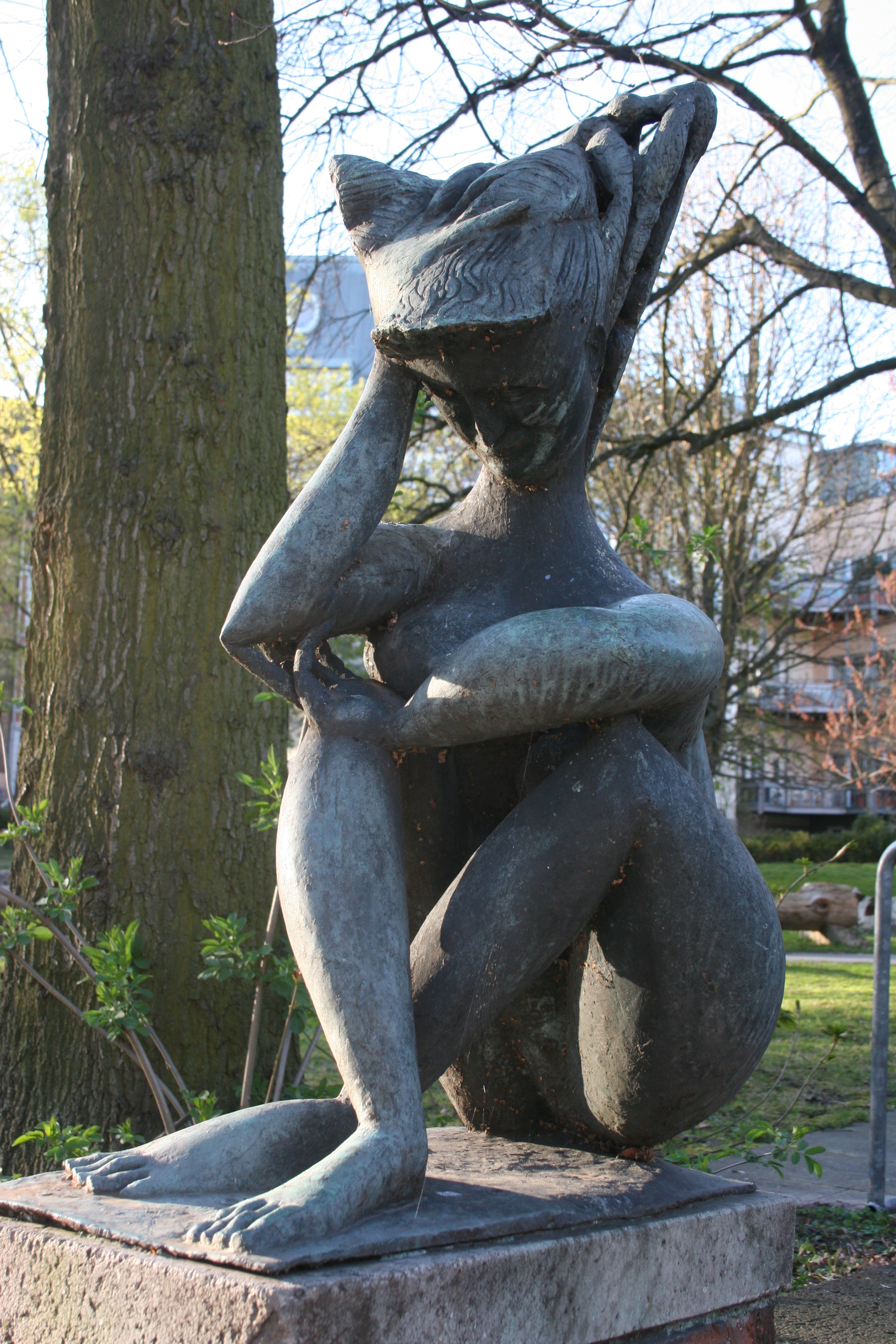
Pericle Fazzinis Beitrag zur documenta II 1959 in Kassel: La Sibilla, hier ein Abguss für Kiel, Lorentzendamm, 1961

Pericle Fazzini (* 4. Mai 1913 in Grottammare; † 4. Dezember 1987 in Rom) war ein italienischer Bildhauer. Er gehört zu den bedeutenden Vertretern der Modernen Kunst nach 1945.

## Leben
Pericle Fazzini lernte in der Werkstatt seines Vaters, der ein Tischler war. Bereits in dieser Zeit begann er Skulpturen zu fertigen. Im Jahr 1929 zog Fazzini nach Rom, um die Bildhauerei zu erlernen. Er besuchte Zeichenkurse an der Akademie in Rom und erlernte das Porträtzeichnen. Im Jahr 1932 gewann er ein nationales Stipendium.
Viele seiner frühen Skulpturen sind Holzschnitzereien, die windgepeitschte Figuren zeigen, die in Barock-anmutender Bewegung in überschäumender Fantasie dargestellt werden. Auch seine späten, monumentalen Werke aus Metall zeigen diese speziellen Formen. Der italienische Dichter Giuseppe Ungaretti (1888–1970) bezeichnete ihn deshalb auch als den „Bildhauer des Windes“.
1935 traf er Arturo Martini, der ihm ein Lehrmeister wurde. Fazzini wurde selbst Lehrer: von 1937 bis 1952 am Museo Artistico Industriale in Rom. Er hatte seine erste Einzelausstellung 1943 in der Galleria La Margherita in Rom 1943. Im Jahr 1945 ist er Mitbegründer der Künstlergruppe „Neo-cubista“, zusammen mit Renato Guttuso, Antonio Corpora und anderen Künstlern.
In den 1940er Jahren schuf er kleine, verkrümmte Bronze-Skulpturen von Tänzern, Katzen und Akrobaten. Im Jahr 1947 wurde er Mitglied der Fronte Nuovo delle Arti. Er gewann den Preis für Bildhauerei der Biennale von Venedig 1954. Fazzini wurde Professor an der Akademie von Florenz in den Jahren 1955–1959 und an der Akademie von Rom 1958. Im Jahr 1959 war er Teilnehmer der documenta 2 in Kassel. 1968 wurde er mit einem Antonio-Feltrinelli-Preis ausgezeichnet. 1983 wurde er als assoziiertes Mitglied in die Académie royale des Sciences, des Lettres et des Beaux-Arts de Belgique aufgenommen.
Zu den wichtigsten Werken Fazzinis zählt die Skulptur La Resurrezione („Die Auferstehung“) für die päpstliche Audienzhalle im Vatikan (fertiggestellt 1975). Die Halle wird geprägt von der etwa 20 Meter breiten, sieben Meter hohen und drei Meter tiefen Skulptur, die im hinteren Teil der Tribüne steht. Sie stellt Jesus dar, der aus dem Krater einer nuklearen Explosion heraus aufersteht. Fazzini schrieb dazu:

“Ho pensato di creare il Cristo come se risorgesse dallo scoppio di questo grande uliveto, luogo di pace delle ultime preghiere. Il Cristo risorge da questo cratere apertosi dalla bomba nucleare: un'atroce esplosione, un vortice di violenza ed energia.”

„Ich entschloss mich, die Auferstehung Christi in einem großen Olivenhain darzustellen, jenem friedlichen Ort seiner letzten Gebete. Christus steigt aus einem Krater auf, den eine Atombombe aufgerissen hat: eine grausame Explosion, ein Strudel der Gewalt und Energie.“

Die Skulptur besteht aus Bronze und Messing und ist ca. 40 Tonnen schwer. Die Arbeit an ihr dauerte sieben Jahre lang. Zwölf Jahre lagen zwischen dem ersten Kontakt des Vatikans zum Künstler und der Einweihung des Werkes in der Audienzhalle.
Fazzinis Werke wurden in zahlreichen internationalen Ausstellungen, Biennalen und Museen gezeigt. Sein letztes Werk ist ein monumentales Denkmal für Padre Pio in San Giovanni Rotondo bei Monte Sant’Angelo in Apulien. Das Denkmal stellt den Padre mit erhobenen Armen dar und drückt die ganze stürmische Bewegung aus, die Fazzinis Kunst kennzeichnet.